# Канарска белозъбка
Канарската белозъбка (Crocidura canariensis) е вид бозайник от семейство Земеровкови (Soricidae). Видът е застрашен от изчезване.

## Разпространение
Разпространен е в Испания (Канарски острови).